# Aulacophora mariana
Aulacophora mariana là một loài bọ cánh cứng trong họ Chrysomelidae. Loài này được Chujo miêu tả khoa học năm 1943.